# Styela gagetyleri
Styela gagetyleri is een zakpijpensoort uit de familie van de Styelidae. De wetenschappelijke naam van de soort is voor het eerst geldig gepubliceerd in 1997 door Young & Vazquez.